# Rotkopf-Wintereule

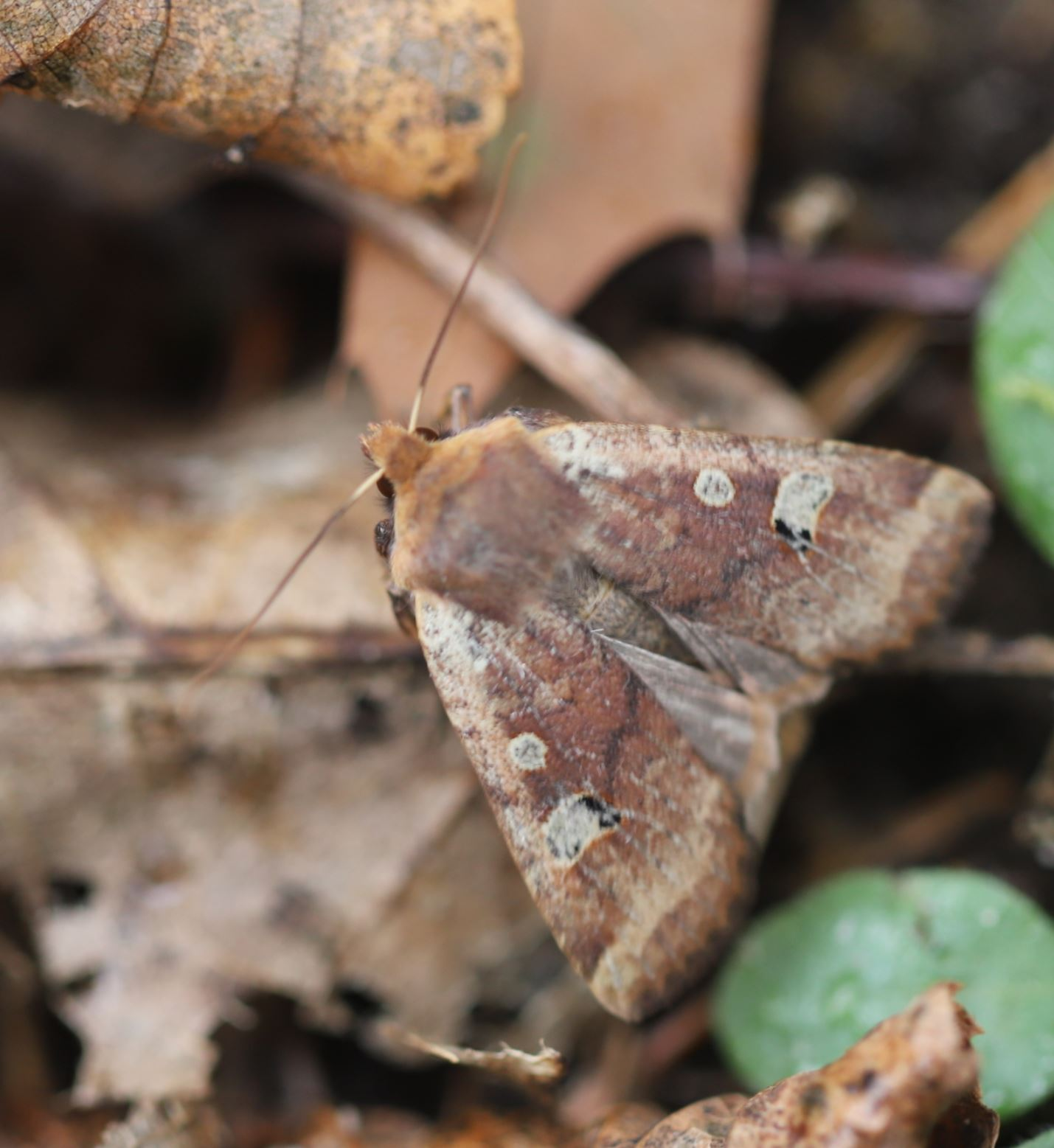

Die Rotkopf-Wintereule (Conistra erythrocephala) ist ein Schmetterling (Nachtfalter) aus der Familie der Eulenfalter (Noctuidae). Die Art überwintert als Falter und zählt daher zu den sogenannten „Wintereulen“.

## Merkmale

### Falter
Der Falter hat eine Flügelspannweite von 32 bis 42 mm. Die Art präsentiert sich in zwei Farbvarianten: die Nominatform ist rötlich-grau bis rötlich gelb, die forma glabra Hübner bezeichnet Exemplare mit rotbraunen Vorderflügeln und graugelber Zeichnung. Die Äderung ist meist hell überstäubt. Die Zeichnung ist meist deutlich zu erkennen und dunkler als die Grundfarbe. Der Apex ist stumpf gerundet, der Außenrand leicht konvex. Kopf und Thorax sind unveränderlich rötlich braun gefärbt; das Abdomen weist seitliche Flecken auf. Die kleine Ringmakel und die große Nierenmakel haben meist einen dunkleren äußeren Rand und einen helleren inneren Rand. In der Nierenmakel befinden sich fast immer drei, selten auch vier schwarze Punkte. Gelegentlich kommen auch Exemplare vor, die keine Punkte in der Nierenmakel haben (f. impunctata Spuler). Am Vorderrand ist innerhalb der Wellenlinie ein undeutlich begrenzter dunkler Fleck ausgebildet. Die Hinterflügel sind dunkel graubraun mit einem diffusen Diskalfleck.

### Ei, Raupe und Puppe
Das halbkugelige Ei ist zunächst hellgelb; es wird später rosa. Die Außenseite weist kräftige, leicht gewellte Längsstreifen auf. Die Raupe ist graubraun bis gelbbraun mit schmaler, heller Rückenlinie und hellen Nebenrückenlinien. Kopf und Halsschild sind schwarzbraun; der Halsschild ist mit drei hellen Streifen besetzt, wobei der mittlere Streifen nur schwach ausgebildet ist. Die Stigmen sind schwarz mit grauem Rand. Der Ansatz der Borsten ist hell umrandet. Die gedrungene Puppe ist rotbraun mit einem kurzen, kegelförmigen Kremaster. Dieser ist mit einigen wenigen, recht kurzen Borsten besetzt.

## Geographische Verbreitung und Habitat
Die Art kommt von Nordafrika (Marokko und Algerien) und Spanien im Westen, über Süd- und Mitteleuropa bis in die Türkei, Südrussland und den Kaukasus vor. Vermutlich kommt sie auch im Irak und in Jordanien vor. Im Norden liegt die Verbreitungsgrenze in Südengland, Dänemark, im südlichen Fennoskandien, dem Baltikum und quer durch Russland bis zum Ural-Gebirge. Die Art bewohnt eichenreiche Laubwälder der Ebene und des Hügellandes, vor allem Waldränder, Lichtungen, Rodungs- und Windbruchflächen und Gebüschsäume mit Jungeichenbeständen. In Mitteleuropa kommt sie bis etwa 500 m Höhe vor. Die Art ist dementsprechend nur lokal vertreten, kann in diesen Habitaten aber durchaus häufig sein. In Baden-Württemberg dehnt die Art ihr Areal derzeit wieder stark aus, nachdem die Bestände bis etwa in die zweite Hälfte des 20. Jahrhunderts stark zurückgegangen waren.

## Phänologie und Lebensweise
Die Art bildet eine Generation im Jahr aus. Die Falter schlüpfen im September, die herbstliche Hauptflugzeit liegt im Oktober und November. Danach halten die Falter eine Winterpause, die an warmen Wintertagen auch unterbrochen wird. Die Falter fliegen dann wieder ab Februar. Die Hauptflugzeit ist März und April, einzelne Falter fliegen auch noch im Mai. Die Falter müssen entsprechend ihrer langen Lebensdauer Nahrung aufnehmen. Im Herbst wurden sie an spätblühenden Pflanzen beobachtet (z. B. Sommerflieder (Buddleja davidi)). Im Frühjahr sind sie an Sal-Weide (Salix caprea) und Dickblatt-Bergenie (Bergenia crassifolia) beobachtet worden. Die Falter sind nachtaktiv und kommen gelegentlich ans Licht, gerne und in großer Zahl an den Köder. Die Paarung erfolgt erst im Frühjahr. Die Eier werden anscheinend bevorzugt an Eichenknospen abgelegt. Die Raupen werden im Mai und Juni gefunden. Knospen und Blätter von Eichen (Quercus sp.) scheinen die Hauptnahrung zu sein, obwohl in der Literatur auch noch Hainbuchen (Carpinus) und Ulmen (Ulmus) genannt werden. Die erwachsenen Raupen siedeln in die Krautschicht über und fressen dort Labkräuter (Galium), Wegeriche (Plantago) und Löwenzahn (Taraxacum) (Taraxacum). Letztere Angaben stammen allerdings von Gefangenschaftsbeobachtungen.

## Systematik
Die Art wurde 1775 von Michael Denis und Johann Ignaz Schiffermüller als Noctua erythrocephala erstmals wissenschaftlich beschrieben. Die Autoren beschrieben sie zudem auch unter dem Namen Noctua glabra, die erst später als Färbungsvariante erkannt wurde (heute forma glabra). Conista erythrocephala wurde früher häufig zur Gattung Dasycampa Guenée, 1837 gestellt, bevor diese Gattung mit Conistra synonymisiert wurde. Heute wird Dasycampa von manchen Autoren wieder als Untergattung von Conistra benutzt; die Art wird von Ronkay et al. als Conistra (Dasycampa) erythrocephala geführt.

## Gefährdung
Die Art gilt in Deutschland insgesamt als nicht gefährdet. Allerdings ist die Situation von Bundesland zu Bundesland sehr unterschiedlich. Dies ist aber auch dadurch bedingt, dass die Art nur regional recht häufig war. Im Saarland und in Hamburg ist sie ausgestorben. In Nordrhein-Westfalen, Sachsen-Anhalt und Thüringen ist sie „stark gefährdet (Kategorie 2)“, in Niedersachsen „gefährdet (Kategorie 3)“. In Mecklenburg-Vorpommern und Rheinland-Pfalz gilt sie als Art der „Vorwarnstufe (Kategorie 4)“.